# Кодовый штамп
Ко́довый штамп — форма, трафарет с реперными метками для заполнения числовых данных и упрощения их дальнейшего распознавания автоматизированными средствами с использованием специализированного сканера. Наиболее широко данная форма применяется в почтовой связи, где используется в виде индексной сетки на почтовых конвертах и карточках.

## Описание
В Государственном стандарте Российской Федерации «ГОСТ Р 51506-99. Конверты почтовые. Технические требования. Методы контроля» (2000) дано следующее определение кодового штампа:
Кодовый штамп — трафарет для написания цифр индекса объекта почтовой связи адресата с реперными метками, обеспечивающими машинное чтение указанных цифр.

Таким образом, почтовый кодовый штамп представляет собой направляющую индексную сетку для нанесения почтового индекса предприятия связи места назначения при пересылке почтового отправления.

## История
В СССР индексная сетка стала печататься в левом нижнем углу цельных вещей, выпускаемых Министерством связи СССР с 1970 года при переходе на автоматическую сортировку почтовых отправлений.
- Индексная сетка на целой (1) и цельных (2—4) вещах СССР:
- 1. Филателистический конверт с новогодней маркой (1973) и новогодним спецгашением, сделанным на Московском международном почтамте 1 января 1974 года
- 2. Односторонняя почтовая карточка с оригинальной маркой и штемпелем спецгашения, посвящённая 175-летию со дня рождения А. С. Пушкина (1974)
- 3. Односторонняя почтовая карточка СССР с оригинальной маркой, посвящённая XII Международному ботаническому конгрессу (1975)
- 4. Односторонняя почтовая карточка с оригинальной маркой, посвящённая В. И. Ленину (1976)

В ноябре 2009 года Почта России объявила об открытии первого в России автоматизированного сортировочного центра, использующего современную технологию сортировки. В связи с этим федеральный почтовый оператор открыл кампанию «Пиши индекс правильно».